# تمني بنت علي
تمني بنت علي بن درينة، راوية للحديث، روت عن القاضي أبي بكر محمد بن عبد الباقي بن محمد الأنصاري المتوفى سنة 535 هـ، وسمع منها القاضي أبو المحاسن الدمشقي.